# Karwowo (powiat łobeski)

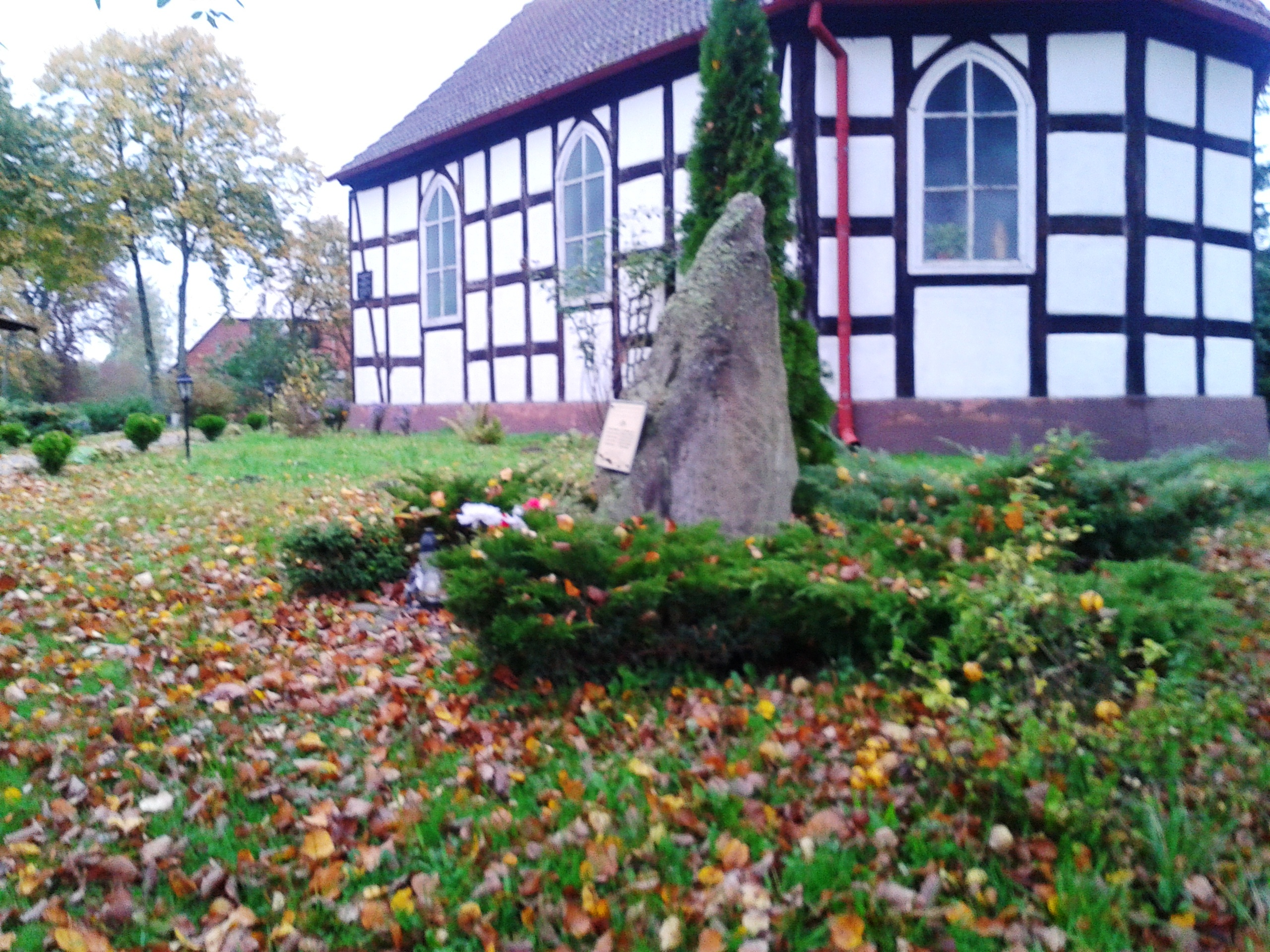
Karwowo – obelisk przy kościele pamięci mieszkańców wsi poległych na I wojnie światowej

Karwowo (niem.: Karow) – wieś sołecka w Polsce położona w północno-zachodniej Polsce, w województwie zachodniopomorskim, w powiecie łobeskim, w gminie Łobez. Według danych z 29 września 2014 r. wieś miała mieszkańców 157 mieszkających w 21 domach.
W latach 1818 – 1945 miejscowość administracyjnie należała do Landkreis Regenwalde (Powiat Resko) z siedzibą do roku 1860 w Resku, a następnie w Łobzie. W latach 1933 i 1939 miejscowość liczyła odpowiednio 330 i 309 mieszkańców.
W latach 1975–1998 miejscowość należała administracyjnie do województwa szczecińskiego.
We wsi znajduje się świetlica wiejska prowadzona przez Łobeski Dom Kultury. Wieś jest siedzibą Leśnictwa Karwowo.

## Położenie
Wieś leży około osiem kilometrów na północny zachód od Łobza i 70 kilometrów na północny wschód od stolicy województwa – Szczecina. Wieś umiejscowiona jest na zachodnim brzegu doliny Regi. Wschodnia część Karwowa wraz z folwarkiem wysunięta jest pośród głębokie wąwozy na dużym, lądowym cyplu. Niecały kilometr od zabudowań mieszkalnych położone jest także jezioro Karwowo. 

## Historia i zabytki

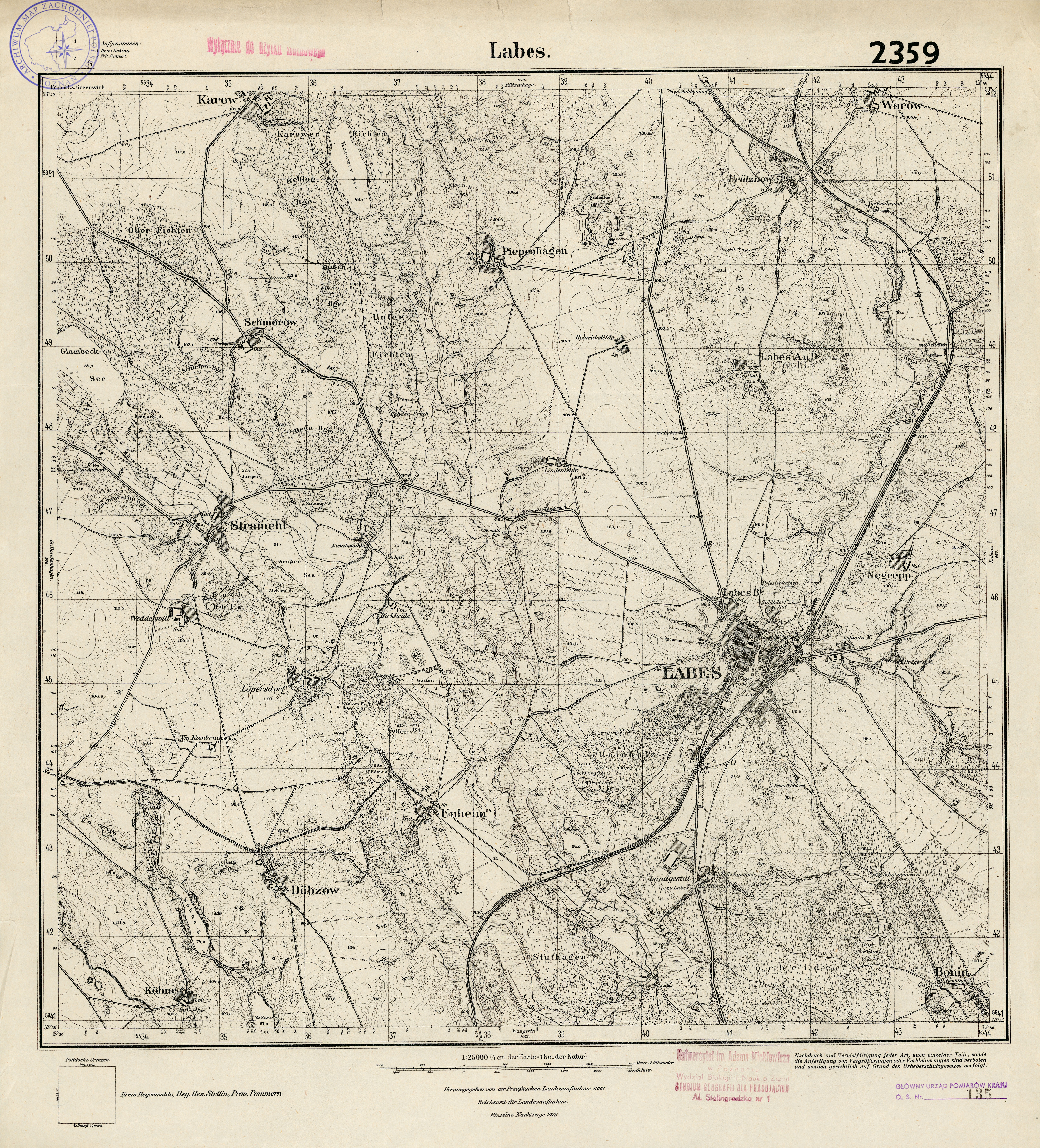
Karwowo – mapa okolic Łobza (1929)

W roku 1255 Warcisław III przekazał wieś zakonowi cystersów.
W 1491 roku powstała w Karwowie parafia. Początków wsi dopatrywać się należy w tutejszym wczesnośredniowiecznym grodzisku oraz cmentarzysku słowiańskim. W 1777 roku w centrum wsi wybudowany został niewielki kościół ryglowy. Budowla o wysokości ośmiu metrów założona została na planie prostokąta, a zamknięta jest trójbocznie od wschodu. We wnętrzu, wzdłuż zachodniej ściany, biegnie balustrada chórowa. Przy ołtarzu wisi obraz stylizowany na wizerunek Matki Boskiej Częstochowskiej. Z cenniejszych przedmiotów znajdujących się w kościele wyróżnia się także zabytkowy świecznik oraz dwa lichtarze. Dawniej świątynia otoczona była ewangelickim cmentarzem, założonym w drugiej połowie XVIII wieku. Dziś nekropolia położona jest bardziej na południe od zabudowań. Obok świątyni znajduje się otwarta, drewniana dzwonnica ze spiżowym dzwonem datowanym na początek XVI wieku. Kościół pw. Matki Boskiej Częstochowskiej poświęcony został 15 sierpnia 1945 roku. Oprócz cmentarza ewangelickiego położony jest tu kirkut (cmentarz żydowski), na terenie dawnego folwarku stoi także gorzelnia z wysokim kominem, widocznym z daleka.
- dwór, park dworski[11]

## Turystyka
Przez Karwowo przebiega zielony turystyczny szlak rowerowy 
Pomniki i rezerwaty przyrody.
W Karwowie znajdują się również dwa gniazda bociana białego.

## Osoby urodzone lub związane z Karwowem
- Ludwig von Lockstedt (ur. 1837 w Gut Hohenwalde koło Arnswalde, zm. 11 września 1877 w Eberswalde) —  niemiecki prawnik administracyjny, właściciel majątku ziemskiego w Karwowie i starosta (Landrat).